# Национални пут Јапана 303
Национални пут Јапана 303 је Национални пут у Јапану, пут број 303, који спаја градове Гифу у префектури Гфиу и Вакаса у префектури Фукуј,  укупне дужине 122,8 км.

## Везе са главног пута
- Национални пут Јапана 157
- Национални пут Јапана 417
- Национални пут Јапана 365
- Национални пут Јапана 8
- Национални пут Јапана 161
- Национални пут Јапана 367
- Национални пут Јапана 27